# گری سال مورسون
گری سال مورسون (انگلیسی: Gary Saul Morson؛ زادهٔ ۱ ژانویهٔ ۱۹۴۸) نویسنده، منتقد ادبی، و روزنامه‌نگار اهل ایالات متحده آمریکا است.